# لوئی سیزدهم
لوئی سیزدهم (به فرانسوی: Louis XIII de France) (زادهٔ ۲۷ سپتامبر ۱۶۰۱ – درگذشتهٔ ۱۴ مه ۱۶۴۳)، معروف به لوئی درستکار، از ۱۶۱۰ تا ۱۶۴۳ پادشاه فرانسه و پادشاه ناوار (به عنوان لوئی دوم) از ۱۶۱۰ تا ۱۶۲۰، زمانی که تاج ناوار با تاج فرانسه ادغام شد، بود. او فرزند ارشد هانری چهارم و ماری مدیچی بود.
وی در ۸٫۵ سالگی به حکومت رسید و در دوران کودکی وی، مادرش ماری مدیچی نایب‌السلطنه بود که زمام امور را به معشوق منفورش کونسینو کونسینی ایتالیایی سپرده بود. لوئی سیزدهم بعد از اینکه به سن بلوغ رسید، مارشال دو انکر کونسینی را خفه و مادرش را تبعید کرد که در غربت فوت کرد. لوئی با آن اتریش، دختر فلیپه سوم پادشاه اسپانیا ازدواج کرد و از وی دارای دو فرزند پسر با نام‌های لوئی چهاردهم با لقب کبیر و فیلیپ یکم، دوک اورلئان شد. فیلیپ سرسلسلهٔ خاندان اورلئان بود و فرزندش با نام فیلیپ دوم، دوک اورلئان پس از فوت لوئی چهاردهم به نیابت سلطنت لوئی پانزدهم رسید. همچنین یکی از نوادگانش با نام لوئی فیلیپ دو اورلئان در موج انقلاب ۱۸۳۰ پس از شارل دهم تا ۱۸۴۸ به سلطنت رسید.

## کارها
در زمان لوئی سیزدهم فرانسه یکی از قدرت‌های مهم اروپا بود که آن مرهون خدمات صدراعظم او کاردینال ریشلیو ملقب به عالیجناب سرخ‌پوش بود. وی قدرت حکام محلی را کاهش داد و حکومت فئودالی را بسیار تضعیف کرد. او همچنین ارتش را انتظام بخشید و شورشیان اوگنو را سرکوب کرد. با مرگ وی و با رسیدن کاردینال مازارن به صدارت عظمی مدتی هرج و مرج فرانسه را فرا گرفت.

## مرگ
لوئی سیزدهم و کاردینال ریشلیو به فاصلهٔ چند ماه از یک دیگر فوت کردند. لوئی سیزدهم در ۱۶۴۳ پس از مدتی بیماری درگذشت و در کلیسای سن‌دنی پاریس دفن شد.